# باي هي
باي هي (بالصينية: 白鹤) (19 نوفمبر 1983 بباودينغ في الصين - ) هو لاعب كرة قدم صيني في مركز الوسط. شارك مع منتخب هونغ كونغ لكرة القدم. أما مع النوادي، فقد لعب مع نادي جنوب الصين وChengdu Tiancheng F.C. ‏ ونادي إيسترن سبورتس وهونغ كونغ بيغاسوس ‏ ونادي سانغتشو مايتي ليونز.

## وصلات خارجية
- باي هي على موقع قاعدة بيانات كرة القدم.إي يو (الإنجليزية)
- باي هي على موقع ناشيونال فوتبول تيمز (الإنجليزية)
- باي هي على موقع Soccerway.com (الإنجليزية)